# 19428 Gracehsu
19428 Gracehsu è un asteroide della fascia principale. Scoperto nel 1998, presenta un'orbita caratterizzata da un semiasse maggiore pari a 2,7058328 UA e da un'eccentricità di 0,0845909, inclinata di 6,05267° rispetto all'eclittica.